# 中国の風力発電
中国の風力発電では中華人民共和国における風力発電の事情について概説する。中国は風力発電の分野で世界をリードしており、世界最大の設備容量を持つのみならず、発電施設建設数の急成長を維持している。
広大な陸地と長大な海岸線を有する中国は、きわめて豊富な風力資源を持っている。利用可能な発電容量は陸上で2,380 GW、洋上で200 GWと見積もられている。
2015年には中国の風力発電の設備容量は30.5 GW増加して総計145.1 GWとなり、発電量は国内総消費の3.3%にあたる186.3 TWhを記録した。同年、中国は風力発電の設備容量と導入容量のいずれについても世界の首位に立ち、設備容量74.4 GW、導入容量8.6 GWであった2位のアメリカに大差をつけた。しかし設備利用率で中国は大きく後れを取っており、発電量ベースのランキングでは発電量190.9 TWhのアメリカが僅差で首位を占めている。中国政府は2020年までに風力容量を250 GWに引き上げ、全消費電力の15%を再生可能エネルギーで賄うと公約している。2015年末の風力発電の設備容量ランキングは1位中国、2位アメリカ、3位ドイツ、4位インド、5位スペイン、6位イギリスの順である。
中国は風力発電を経済成長の重要な要素とみなしてきた。ハーバード大と清華大学の研究者による試算では、2030年には風力発電で中国国内の電力需要を完全に満たすことができる。しかしこれまでの実情としては、中国における風力エネルギーの活用は、風力発電能力の著しい充実ぶりに必ずしも見合ったものではない。

## 歴史

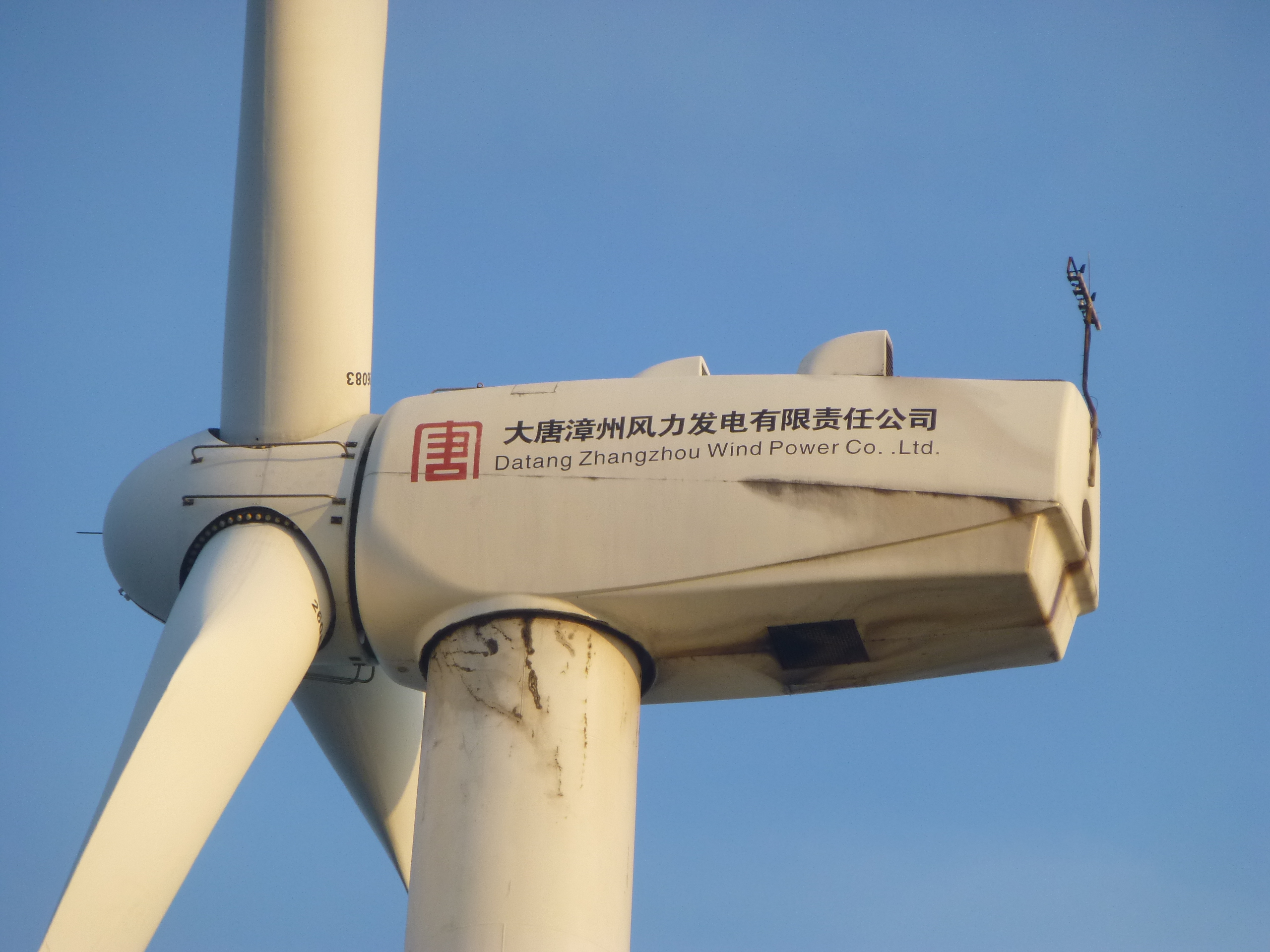
福建省、六鰲半島に設置されている風力タービン。

中国最大の風力タービンメーカーは新疆ウイグル自治区に本拠地を置く金風科技である。1998年に設立された同社は積極的に新技術開発に取り組み、シェアを拡大していった。2006年には35%のシェアを占めるまでになったが、2012年にはやや後退して19%となった。金風科技は2014年現在も中国の風力エネルギー業界最大手であり、風力施設の新規導入の19%を手がけている。それに次ぐのがシェア11%を占める国電連合動力技術（中国国電集団の子会社）および9%の明陽風電である。
中国国電集団の子会社の一つ、龍源電力は集合型風力発電所事業に初期から参入しており、ある時点では中国の風力発電所の40%を運営していた。
2006年6月28日に北京で開催された2006年アジア風力エネルギー大会において、世界初の永久磁石マグレブ（磁気浮上）風力タービンが中国の開発者によって公開された。中科恒源能源科技はマグレブ風力発電の技術基盤形成に4億人民元を投資し、2007年11月に建設を開始した。中科恒源はマグレブ発電装置が16億人民元の年間収益を生み出すと予想している。
|              | 2005  | 2006  | 2007  | 2008   | 2009   | 2010   | 2011   | 2012    | 2013    | 2014    |
| ------------ | ----- | ----- | ----- | ------ | ------ | ------ | ------ | ------- | ------- | ------- |
| 容量 (MW)    | 1,260 | 2,599 | 5,912 | 12,200 | 16,000 | 31,100 | 62,700 | 75,000  | 91,424  | 114,763 |
| 発電量 (GWh) | 1,927 | 3,675 | 5,710 | 14,800 | 26,900 | 44,622 | 74,100 | 103,000 | 134,900 | 153,400 |

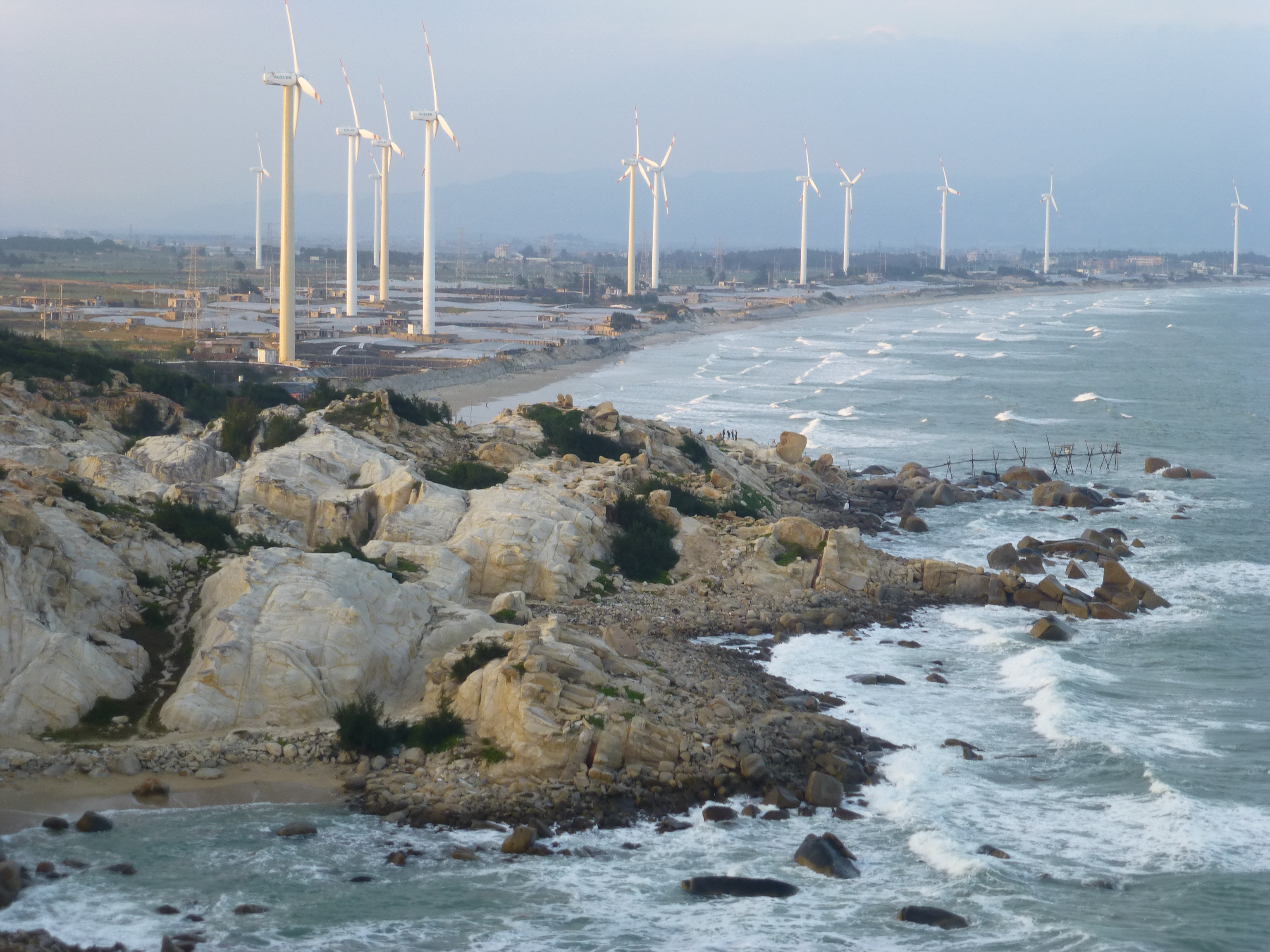
六鰲半島の名勝「六鰲抽象画廊」に近い風力タービン。

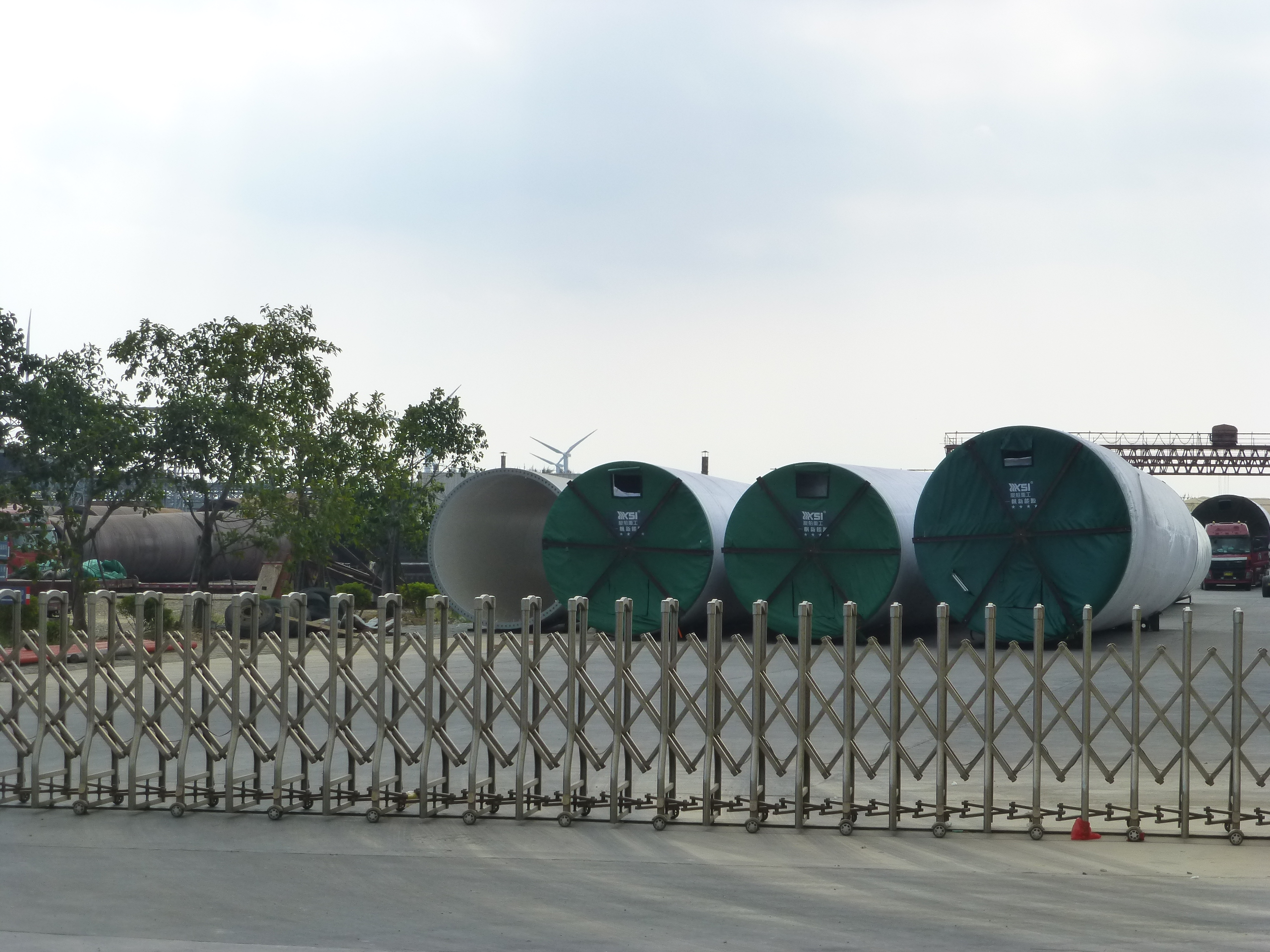
福建省漳浦県六鰲鎮にある組立施設に集められたタービン部品。

2005年、全国人民代表大会の常務委員会は、再生可能エネルギーによる電力をすべて買い取ることを中国の電力配送会社に義務づける法案を成立させた。
2006年に上海電力は風力発電所などから64.485 GWhのグリーンエネルギーを買い取ったが、顧客と販売契約を結ぶことができたのはそのうち23%に過ぎなかった。同年に再生可能エネルギーを購入した消費者は6,482戸にしかならず、その理由としては風力発電の料金が石炭火力発電よりもkWhあたり0.53元高いことが挙げられる。翌2007年には上海の風力発電所の出力総量は100 GWhに達し、12万戸の家庭に供給できるほどになると見込まれていた。この年、上海では22の法人が再生可能エネルギーを購入したが、その1/3が国有企業であるのを除けば、残るすべてが外資系企業であった。上海市が再生可能エネルギーを購入することもなかった。上海の電力使用量トップテン企業で再生可能エネルギーを購入したのは、2006年に1.2 GWhの再生可能エネルギーを3年間にわたって購入する契約を結んだ宝鋼集団だけであった。
中国海洋石油総公司 の会長（董事长）傅成玉は、中核事業である石油と天然ガス以外への多角化を図るため、洋上風力発電の共同開発パートナーとなる国際企業を求めていくことを、2007年4月22日に海南省のカンファレンスにおいて表明した。
2007年中国（上海）国際風力エネルギー展覧会（2007年4月10日、上海新国際博覧センター）におけるリポートでは、2010年までに上海の電力需要の5%が風力によって賄われるとされた。臨港新城（現在の南汇新城）には上海の中国製風力発電所第1号を建設する計画が立てられた。その規模は7 MWで、2008年初頭に発電を開始し華東電網へ送電を行う予定であった。上海市ではそれ以前から数年にわたって風力発電所の新規建設が進んでおり、2005年時点で南匯区（現浦東新区）、奉賢区、崇明区に合計18基の風力発電機が設置されていた。それらの総出力は24.4 MWであった。

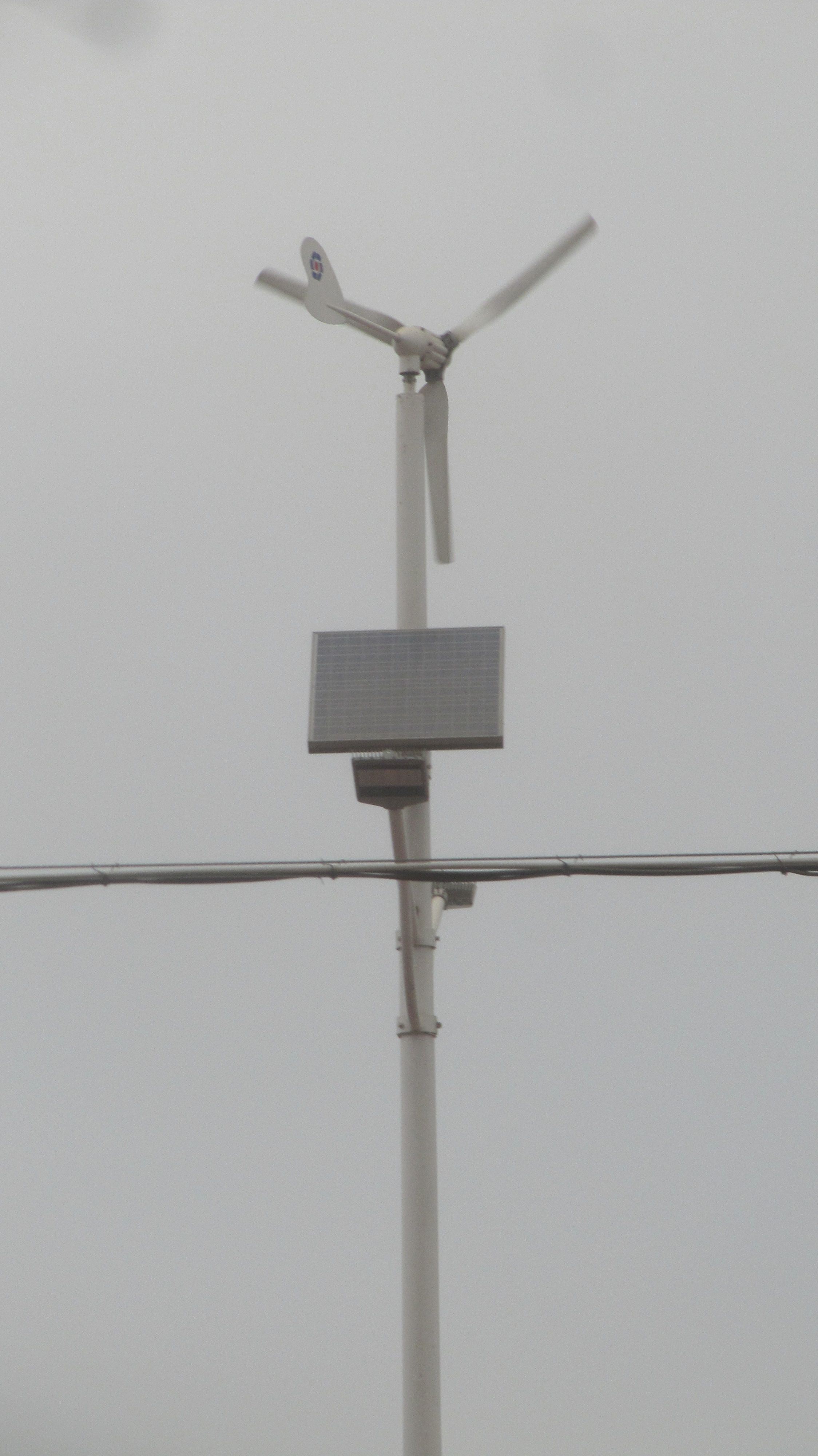
山東省威海市の街灯に取り付けられた小型風力タービンとソーラーパネル。

2008年の終わりまでに、少なくとも15社の中国企業が風力タービンの商用生産を行っており、さらに数十社がコンポーネントを生産していた。タービンのサイズは1.5 MWから3 MW級が一般的なものになった。この時期、海外の最有力メーカーと並んで中国の風力発電開発をリードしたのは金風科技および東方電気、華鋭風電であった。また小型風力タービンの生産も増加し、2008年には約8万台に達した。業界観測筋によれば、これらの発展期を通じて中国の風力発電産業は世界金融危機の影響をさして受けなかった。
2010年の終わりに風力発電の設備容量が41.8 GWを記録したことで、中国は風力エネルギー供給で世界のトップに立った。しかし、その容量の1/4は送電網に接続されていなかった。
2011年に中国が着手した計画では、2015年までに100 GWの風力容量を送電網に接続し、年間190 TWhの発電を行うことになっていたが、容量についての目標は2014年に早期達成された。中国は風力発電の設備容量が100 GWに達した最初の国となった。

## 洋上風力発電
2012年5月時点で中国には操業可能な洋上風力発電所が2箇所建設されていた。東海大橋の傍らに建設された上海東海大橋海上風電場（zh）は中国で初めての洋上風力発電の実証プロジェクトであった。建設開始は2009年4月で、2010年には試運転として上海万博へ電力を供給した。総額1億200万ドルに上る 華鋭風電製3 MW級タービン34基によって構成されていた。もう一方は龍源電力が江蘇省の潮間帯に建設したパイロットプラント、龍源江蘇如東150MW海上示範風電場（en）である。出力規模は150 MWで建設コストは5億人民元に上り、2012年から稼働可能となった。
中国は洋上風力発電の容量を2015年までに5 GWへ、さらに2030年までに30 GWへと引き上げる野心的な目標を設定した。しかし、開発は予想されたほど急速には進まなかった。2012年の終わりまでに導入された容量は389.6 MWに過ぎず、2015年の目標とは大きな開きがあった。2014年5月時点で総容量は565 MWであり、2015年になっても目標の1/5にも満たない900 MWにしか達しなかった。
洋上プロジェクトの開発が遅れた背景には、洋上発電を推進する国家能源局と、海洋開発および環境保全を管轄する国家海洋局との意見対立があったとされる。これら政府機関の間の調整は2014年半ばまでに終了し、国家能源局は2015年の終わりまでに新たな洋上プロジェクト44件に認可を与えた。これらの合計容量は2020年までに10 GWを突破すると見られている。そのうち最大のプロジェクトは、福建省の南日島（zh）に建設が進められている400 GWの洋上風力発電所である。2016年半ばには福建省莆田市平海湾に中国初の民間風力発電ファームを建設する計画が立ち上げられた。同年10月には国家海洋局が洋上発電所の建設に関する包括的なガイドラインを交付し、洋上風力発電の開発に弾みをつけた。
洋上風力発電開発が遅れたもう一つの要因は、国内タービンメーカーが洋上部門の経験を欠いていたことであった。これにより開発主体は海外製品を使用することを余儀なくされ、結果としてドイツのシーメンス社が中国における洋上風力タービンのサプライアーのトップとなった。2015年末、金風科技の総裁王海波は洋上風力発電のマーケットが有望であることを述べ、将来のシェア拡大を目指して5年間にわたって研究開発に注力する意向を示した。このほか、海洋開発に必要な巨大な投資とそれに伴うリスクが私企業への参入障害となっていることも問題とされている。

## 計画中の風力発電所
甘粛省酒泉市に建設されているGansu Wind Farm Project（「甘粛風力発電所」）は中国政府によって認可された6つの国家風力メガプロジェクトの一つである。2020年までに20 GW規模へと成長させる計画で、概算コストは1200億人民元である。2008年には電力を送出するため750 kVの交流送電線の建設が開始された。完成後は世界最大の集合型風力発電所となると考えられる。

## 課題

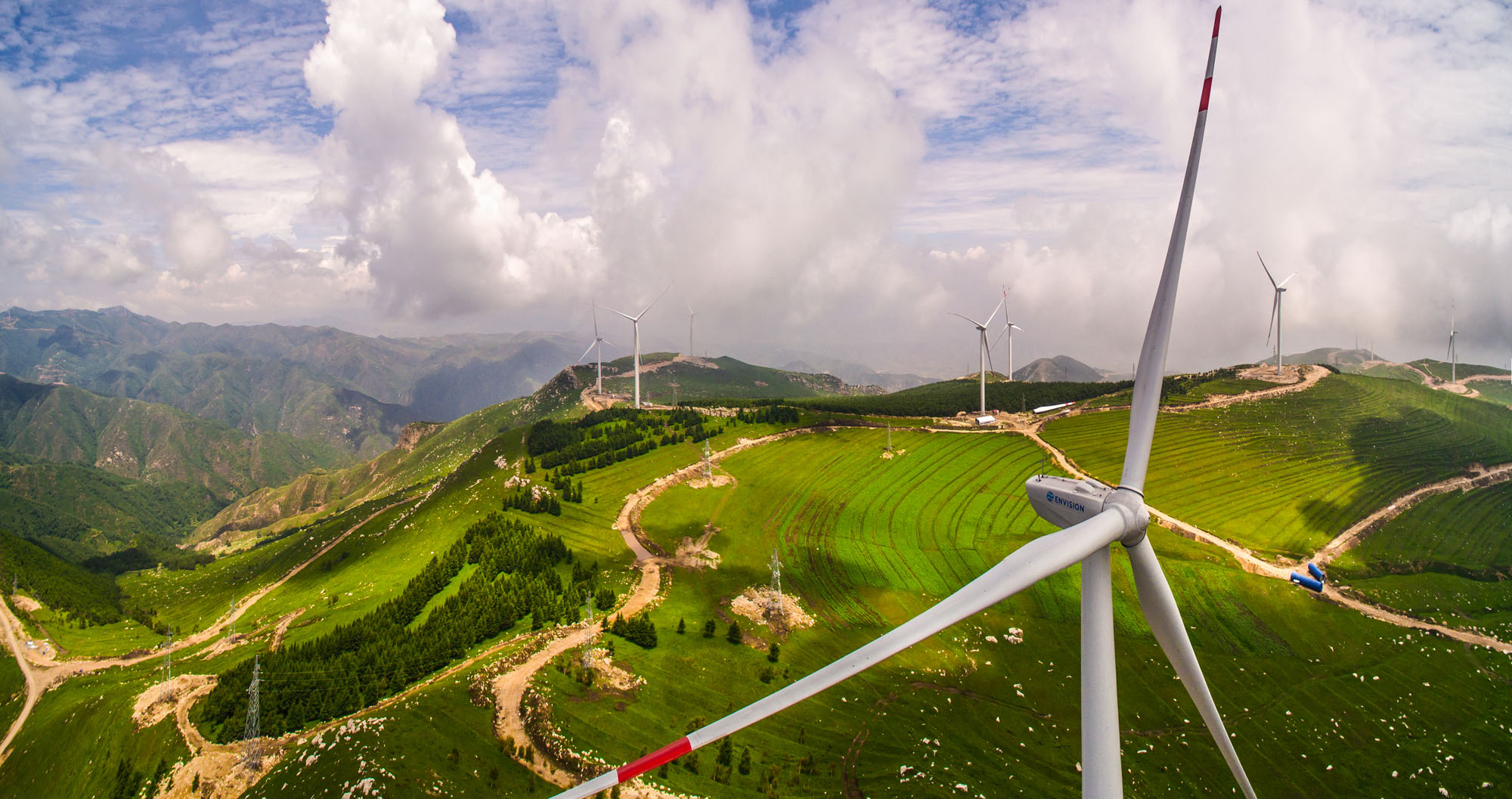
中国山西省にあるエンビジョン・エナジー社（远景能源）の風力発電所を移したパノラマ写真。

中国では送電網の容量が風力発電所の成長に追いつかずにいる。2009年に中国の風力発電容量のうち送電網と接続されていたのは72%（8.94 GW）に過ぎなかった。2014年には総容量114.6 GWのうち96.37 GWが送電網に接続された。国家能源局の発表では、2015年の前半だけで風力によって発電された電力1.75 TWhが利用されずに終わった。2015年に中国経済が減速したことも電力部門の需要減と過剰生産につながった。電力容量の余剰を削減し、再生可能エネルギーの利用を拡大するため、中国政府は2016年から3年間にわたって炭鉱の新規開設を認可しない決定を下した。
2015年に華北、東北、西北地域で発生した風力発電による電力のロスは34 TWhにのぼる。
2014年、アメリカ合衆国は風力発電の容量で中国に後れを取っていたにもかかわらず、中国が接続性と送電容量の問題を抱えていたために、発電量（167 TWh）で上回った。『エコノミスト』誌による2013年のリポートでは、中国の風力発電所は電力系統への接続が効率的ではないため、アメリカは同等の容量を持つ風力発電施設から中国より40%大きいエネルギーを生産していた。

### 訳注
1. ↑  Wind Power Asia Exhibition 2006
2. ↑  2007 China (Shanghai) International Wind Energy Exhibition